# Musée national du Pakistan
Le Musée national du Pakistan (en ourdou : قومی عجائب گھر پاکِستان) est le musée principal du Pakistan. Établi en 1950, il occupe un bâtiment de la capitale, Karachi depuis 1970.